# Brigit Wyss

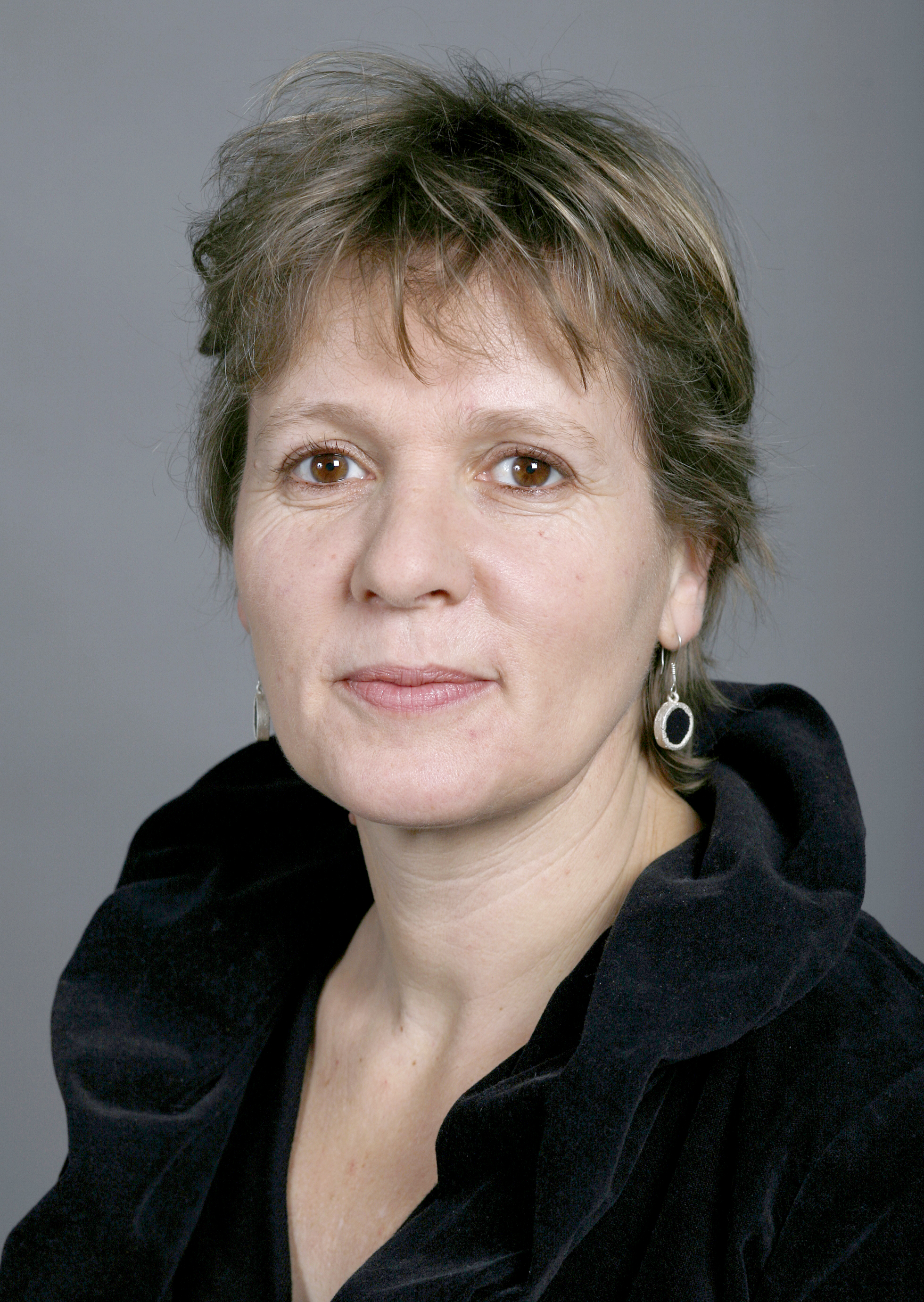
Brigit Wyss (2007)

Brigit Wyss (* 22. April 1960 in Lüsslingen; heimatberechtigt ebenda) ist eine Schweizer Politikerin (Grüne). Von 2007 bis 2011 war sie Nationalrätin, von 2017 bis 2025 war sie Solothurner Regierungsrätin und stand  dem Volkswirtschaftsdepartement vor.

## Leben
Von 2003 bis 2017 gehörte Wyss dem Gemeinderat (Exekutive) der Stadt Solothurn an. Von April 2005 bis November 2007 war sie Kantonsrätin des Kantons Solothurn. Bei den Wahlen vom 21. Oktober 2007 wurde Wyss in den Nationalrat gewählt. Dort war sie Mitglied der Geschäftsprüfungskommission (GPK), der Kommission für Rechtsfragen (RK) und der Sicherheitspolitischen Kommission. Bei den Wahlen 2011 wurde sie nicht wieder gewählt, weil die Grünen Solothurn den Sitz nicht halten konnten. Wyss gehörte zu den drei grünen Kandidierenden, die sich für die Bundesratsersatzwahlen in der Herbstsession 2010 zur Verfügung stellten. Am 3. September 2010 wurde sie von der Fraktion der Grünen schliesslich auch als Bundesratskandidatin nominiert.
Von 2013 bis 2017 war sie wieder im Solothurner Kantonsrat vertreten. 2017 wurde sie mit 35 % der Stimmen als erste Grüne in die Regierung des Kantons Solothurn gewählt. Sie übte dieses Amt bis 2025 aus und leitete das Volkswirtschaftsdepartement. Im Jahr 2020 stand sie als Frau Landammann der Regierung vor.
Wyss lebt in einer Partnerschaft, hat einen Sohn und eine Pflegetochter und wohnt in Solothurn. Sie ist gelernte Schreinerin und Psychiatrie-Krankenschwester, absolvierte anschliessend die Matura auf dem 2. Bildungsweg. Sie studierte Rechtswissenschaften und schloss mit dem Lizenziat ab. Sie arbeitete vor ihrer Wahl in den Regierungsrat als Juristin im Umweltbereich.